# Gin no Tsuki, Kuroi Hoshi
«Gin no Tsuki, Kuroi Hoshi» (銀の月 黒い星) es el segundo sencillo realizado por la banda de J-Rock A9. Fue lanzado al mercado el 30 de marzo de 2005, incluyendo un DVD con el video musical de la pista que da título al sencillo.

## Lista de canciones
1. «Gin no Tsuki, Kuroi Hoshi» (銀の月 黒い星; Luna plateada, estrella negra) – 4:38
2. «Kousai Stripe» (光彩ストライプ) – 4:53

## DVD
1. "Gin no Tsuki, Kuroi Hoshi" (銀の月 黒い星; Luna plateada, estrella negra)